# Thomas Hakon Grönwall
Thomas Hakon Grönwall (Dylta bruk, 16 gennaio 1877 – New York, 9 maggio 1932) è stato un matematico svedese.
Studiò presso l'Università di Stoccolma e l'Università di Uppsala, completando il suo Ph.D. a Uppsala nel 1898. Grönwall lavorò per circa un anno come ingegnere civile in Germania prima di emigrare negli Stati Uniti nel 1904. In seguito, insegnò matematica all'Università di Princeton e dal 1925 fu membro del dipartimento di fisica della Columbia University.